# Ced 90
Ced 90 (conosciuta anche come Gum 3) è una nebulosa a emissione e a riflessione visibile nella costellazione del Cane Maggiore.
Si individua sulla punta meridionale della Nebulosa Gabbiano, una grande regione H II connessa ad un complesso nebuloso molecolare in cui hanno luogo fenomeni di formazione stellare; la sua posizione è circa 3° a est di θ Canis Majoris, una stella di colore arancione di quarta magnitudine. Si tratta di una delle nebulose più appariscenti e luminose del complesso nebuloso di cui fa parte, al punto che è possibile fotografarla anche tramite un telescopio amatoriale di media potenza. Il gas della nube è in parte ionizzato e in parte illuminato per riflessione a causa della radiazione proveniente dalla stella HD 53623, una gigante blu di classe spettrale B1III e di magnitudine 7,99, facente parte dell'associazione OB Canis Major R1, compresa a sua volta nella più estesa associazione Canis Major OB1, la cui caratteristica principale è il legame con delle estese nebulose a riflessione.